# Diocesi di Amravati
La diocesi di Amravati (in latino Dioecesis Amravatensis) è una sede della Chiesa cattolica in India suffraganea dell'arcidiocesi di Nagpur. Nel 2022 contava 5.680 battezzati su 11.259.000 abitanti. È retta dal vescovo Malcolm Sequeira.

## Territorio
La diocesi comprende l'intera divisione di Amravati, ossia i distretti di Amravati, Akola, Buldana, Washim e Yavatmal, nello stato indiano del Maharashtra.
Sede vescovile è la città di Amravati, dove si trova la cattedrale di San Francesco Saverio.
Il territorio si estende su 46.090 km² ed è suddiviso in 20 parrocchie.

## Storia
La diocesi è stata eretta l'8 maggio 1955 con la bolla Cum petierit di papa Pio XII, ricavandone il territorio dall'arcidiocesi di Nagpur.
Il 17 dicembre 1977 ha ceduto una porzione del suo territorio a vantaggio dell'erezione della diocesi di Aurangabad.

## Cronotassi dei vescovi
Si omettono i periodi di sede vacante non superiori ai 2 anni o non storicamente accertati.
- Joseph Albert Rosario, M.S.F.S. † (8 maggio 1955 - 1º aprile 1995 ritirato)
- Edwin Colaço (1º aprile 1995 - 20 ottobre 2006 nominato vescovo di Aurangabad)
- Lourdes Daniel (8 giugno 2007 - 11 novembre 2010 nominato vescovo di Nashik)
- Elias Joseph Gonsalves (11 luglio 2012 - 3 dicembre 2018 nominato arcivescovo di Nagpur)[2]
  - Sede vacante (2018-2023)
- Malcolm Sequeira, dal 30 novembre 2023

## Statistiche
La diocesi nel 2022 su una popolazione di 11.259.000 persone contava 5.680 battezzati, corrispondenti allo 0,1% del totale.
| anno | popolazione | popolazione | popolazione | presbiteri | presbiteri | presbiteri | presbiteri                | diaconi | religiosi | religiosi | parrocchie |
| anno | battezzati  | totale      | %           | numero     | secolari   | regolari   | battezzati per presbitero | diaconi | uomini    | donne     | parrocchie |
| ---- | ----------- | ----------- | ----------- | ---------- | ---------- | ---------- | ------------------------- | ------- | --------- | --------- | ---------- |
| 1958 | 15.956      | 6.462.992   | 0,2         | 19         | 7          | 12         | 839                       |         |           | 88        | 12         |
| 1970 | 18.800      | 8.400.000   | 0,2         | 29         | 18         | 11         | 648                       |         | 13        | 127       |            |
| 1980 | 6.159       | 5.842.000   | 0,1         | 20         | 15         | 5          | 307                       |         | 9         | 129       | 14         |
| 1990 | 6.813       | 7.967.000   | 0,1         | 22         | 18         | 4          | 309                       |         | 10        | 164       | 17         |
| 1999 | 7.670       | 8.380.810   | 0,1         | 31         | 25         | 6          | 247                       |         | 8         | 190       | 20         |
| 2000 | 7.728       | 8.386.310   | 0,1         | 32         | 26         | 6          | 241                       |         | 7         | 185       | 19         |
| 2001 | 7.835       | 8.396.310   | 0,1         | 34         | 29         | 5          | 230                       |         | 7         | 186       | 21         |
| 2002 | 7.940       | 9.941.903   | 0,1         | 34         | 29         | 5          | 233                       |         | 7         | 194       | 22         |
| 2003 | 7.155       | 10.041.903  | 0,1         | 35         | 31         | 4          | 204                       |         | 6         | 197       | 23         |
| 2004 | 7.230       | 10.141.903  | 0,1         | 32         | 29         | 3          | 225                       |         | 5         | 201       | 23         |
| 2006 | 6.224       | 10.182.215  | 0,1         | 34         | 31         | 3          | 183                       |         | 6         | 207       | 23         |
| 2012 | 5.054       | 10.930.000  | 0,0         | 40         | 31         | 9          | 126                       |         | 15        | 367       | 19         |
| 2015 | 6.355       | 11.412.000  | 0,1         | 42         | 34         | 8          | 151                       |         | 11        | 242       | 20         |
| 2018 | 5.360       | 11.266.653  | 0,0         | 41         | 35         | 6          | 130                       |         | 9         | 248       | 20         |
| 2020 | 5.610       | 11.517.930  | 0,0         | 41         | 35         | 6          | 136                       |         | 9         | 256       | 20         |
| 2022 | 5.680       | 11.259.000  | 0,1         | 46         | 36         | 10         | 123                       |         | 13        | 238       | 20         |